# Peter Bichsel
Peter Bichsel (Luzern, 1935. március 24. – Zuchwil, 2025. március 15.) svájci író és újságíró, aki leginkább novelláiról és rovatairól ismert. A Gruppe Olten tagja volt.

## Élete
Peter Bichsel egy munkás fiaként született Luzernben, majd 1941-ben Bichselék a szintén svájci Oltenbe költöztek. Általános iskolai tanárnak készült a solothurni tanítóképzőben. 1956-ban feleségül vette Therese Spörri színésznőt (1930-2005); egy lány és egy fiú apja.
1957-ben csatlakozott a Svájci Szociáldemokrata Párthoz (SPS), amelyből 1995-ben kilépett. Szocialistának mondja magát. 1968-ig (utoljára 1973-ig) általános iskolai tanárként dolgozott. 1974 és 1981 között személyes tanácsadóként és beszédíróként dolgozott Willi Ritschard szövetségi tanácsosnál, akivel baráti viszonyban volt. Max Frisch íróval is közeli barátságban volt egészen annak 1991-ben bekövetkezett haláláig.
Állítólag Jörg Steinernek jelentős része volt irodalmi áttörésében, aki az első felolvasások alkalmával kapcsolatba lépett Peter Lehnerrel, majd később Otto F. Walterrel a „Milchmann-Anthologie” (Tejember-antológia) kiadása miatt.
Bichsel a Solothurn melletti Bellachban él.

## Munkái
Az újságokban megjelent kisebb – főleg verses – publikációk után 1960-ban jelent meg magánkiadásban az első prózai próbálkozás. 1963/1964 telén Berlinben részt vett egy prózaíró tanfolyamon, amelyet Walter Höllerer tanított. Erről a kurzusról tanúskodik a Prosaschreiben (Prózaírás) című dokumentumkötet (1964), valamint a résztvevők (többek között Hubert Fichte és Klaus Stiller) közös regénye, a Das Gästehaus (1965), amelyhez Bichsel is hozzájárult.
1964-ben egy csapásra ismertté vált novelláival az Eigentlich möchte Frau Blum den Milchmann kennenlernen (Blumné szeretne találkozni a tejesemberrel); A Gruppe 47 lelkesen fogadta, és 1965-ben irodalmi díjjal tüntette ki. 1968-ban jelentek meg első rovatai a Weltwoche-ban (jelenleg a Schweizer Illustrierte), amely azóta alkotja úgymond főművét. Ezeken a hasábokon gyakran nyilatkozott politikai kérdésekről. 1970-ben 21 másik neves szerzővel együtt kilépett a Svájci Írószövetségből, és segített megalapítani az Olten Csoportot. 1978-ban a Solothurn Irodalmi Napok (Solothurner Literaturtage) társkezdeményezője volt.
Peter Bichsel a Berlini Művészeti Akadémia tagja és a darmstadti Német Nyelvi és Költészeti Akadémia (Deutsche Akademie für Sprache und Dichtung) levelező tagja.
Archívuma a berni Svájci Irodalmi Archívumban található.

## Díjai
- 1964 und 1999: Egyéni munkadíjak a svájci Schiller Alapítványtól
- 1965: Preis der Gruppe 47
- 1965: Lessing-díj szponzori díja Hamburg szabad és hanzavárosától
- 1966: Förderungspreis der Stadt Olten
- 1970: A Német Ifjúsági Könyvdíj díja gyermekmesékért
- 1978: Solothurn kanton művészeti díja
- 1978: Bern kanton irodalmi díja
- 1981/82: Bergen(wd) város jegyzője
- 1986: Baden-Württemberg tartomány Johann-Peter-Hebel-díja
- 1987: A Svájci Schiller Alapítvány díja a munkásságáért
- 1996: Mainz város jegyzője
- 1999: Gottfried Keller-díj
- 2000: Kasseli Irodalmi Díj a groteszk humorért
- 2000: Charles Veillon(wd) európai díj
- 2004: A Bázeli Egyetem Teológiai Karának díszdoktora
- 2005: Munkahelyi támogatás a Pro Helvetia Alapítványtól
- 2011: Solothurn Irodalmi Díj
- 2012: Schiller-nagydíj(wd)
- 2014: prix libref.[15]

## Művei

### Könyvek
- Versuche über Gino Privatdruck, 1960
- Eigentlich möchte Frau Blum den Milchmann kennenlernen (21 Kurzgeschichten, darunter Der Milchmann, Die Tochter und San Salvador). Walter Verlag, Olten, 1964
- mit Walter Höllerer(wd)[10] und anderen: Das Gästehaus. Gemeinschaftsroman. Walter, Olten, 1965
- Die Jahreszeiten (regény). Luchterhand Literaturverlag, Neuwied, 1967
- Kindergeschichten (7 novella). Luchterhand, Neuwied, 1969
- Des Schweizers Schweiz (Esszék). Arche, Zürich 1969; bővített új kiadás: Arche, Zürich, 1989
- Stockwerke. Prosa (Hrsg. Heinz F. Schafroth[16]). Reclam, Stuttgart, 1974 (Reclam Universal-Bibliothek 9719)
- Geschichten zur falschen Zeit. Kolumnen 1975–1978. Luchterhand, Darmstadt, 1979
- Der Leser. Das Erzählen. Frankfurter Poetik-Vorlesungen. Luchterhand, Darmstadt, 1982 (SL 482)
- Schulmeistereien (beszédek és esszék). Luchterhand, Darmstadt, 1985
- Der Busant. Von Trinkern, Polizisten und der schönen Magelone. Luchterhand, Darmstadt, 1985
- Irgendwo anderswo. Kolumnen 1980–1985. Luchterhand, Darmstadt 1986, (SL 669)
- Möchten Sie Mozart gewesen sein? Meditation zu Mozarts Credo-Messe KV 257 / Predigt für die andern. Eine Rede für Fernsehprediger. Theologischer Verlag Zürich, Zürich, 1990
- Im Gegenteil. Kolumnen 1986–1990. Luchterhand, Frankfurt am Main, 1990 (SL 920)
- Zur Stadt Paris Geschichten. Suhrkamp Verlag, Frankfurt am Main, 1993
- Cuny-Geschichten (Hrsg. Tamara S. Evans). Pro Helvetia, New York, 1994
- Gegen unseren Briefträger konnte man nichts machen. Kolumnen 1990–1994. Suhrkamp, Frankfurt am Main, 1995
- Die Totaldemokraten. Aufsätze über die Schweiz. Suhrkamp, Frankfurt am Main, 1998 (Edition suhrkamp 2087)
- Cherubin Hammer und Cherubin Hammer (elbeszélés) Suhrkamp, Frankfurt am Main, 1999
- Am Ende der Revolution – Staaten ohne Citoyens. Liechtensteinische Akademische Gesellschaft, Vaduz, 1999
- Alles von mir gelernt. Kolumnen 1995–1999. Suhrkamp, Frankfurt am Main, 2000
- Eisenbahnfahren (Hrsg. Rainer Weiss). Insel, Frankfurt am Main, 2002 (Insel-Bücherei 1227)
- Doktor Schleyers isabellenfarbige Winterschule. Kolumnen 2000–2002. Suhrkamp, Frankfurt am Main, 2003
- Das süße Gift der Buchstaben. Reden zur Literatur. Suhrkamp, Frankfurt am Main, 2004 (es 2353)
- Wo wir wohnen Geschichten (Hrsg. Rainer Weiss). Insel, Frankfurt am Main, 2004 (IB 1253)
- Von der Erfindung der heiligen Schriften (Rede anlässlich der Verleihung der Ehrendoktorwürde). Insel, Frankfurt am Main, 2004
- Kolumnen, Kolumnen. Suhrkamp, Frankfurt am Main, 2005
- Geschichten. Kommentiert von Rolf Jucker. Suhrkamp, Frankfurt am Main, 2005 (sbb 64)
- Dezembergeschichten (szerk. Adrienne Schneider). Insel, Frankfurt am Main, 2007 (IB 1295)
- Heute kommt Johnson nicht. Kolumnen 2005–2008. Suhrkamp, Frankfurt am Main, 2008
- Über Gott und die Welt. Texte zur Religion (szerk. Andreas Mauz). Suhrkamp, Frankfurt am Main, 2009 (st 4154)
- Das ist schnell gesagt. Sätze aus dem Werk (szerk. Beat Mazenauer, Severin Perrig). Suhrkamp, Frankfurt am Main, 2011 (st 4294)
- Im Hafen von Bern im Frühling. Kolumnen 2008–2011. Radius, Stuttgart, 2012
- Über das Wetter reden. Kolumnen 2012–2015. Suhrkamp, Berlin, 2015
- Auch der Esel hat eine Seele. Frühe Texte und Kolumnen 1963–1971. Suhrkamp, Frankfurt am Main, 2020 (st 5004).
- Was wäre, wenn? Ein Gespräch mit Sieglinde Geisel Kampa, Zürich, 2018, ISBN 978-3-311-14004-7
- Im Winter muss mit Bananenbäumen etwas geschehen Geschichten für die kalte Jahreszeit. Insel Verlag, Berlin, 2022, ISBN 978-3-458-68178-6
- Die schöne Schwester Langeweile Geschichten für jeden Tag. Insel Verlag, Berlin, 2023, ISBN 978-3-458-68305-6

### Rádióadások
- 1971: Inhaltsangabe der Langeweile. Rádiójáték, Schweizer Radio DRS
- 1983–1997: számos közreműködés a svájci DRS rádió Zytlupe című műsorában
- 2015: Eigentlich möchte Frau Blum den Milchmann kennenlernen. Regie: Päivi Stalder, Schweizer Radio und Fernsehen

### Felvételek
- Warum ist die Banane krumm? Wagenbach-Verlag, 1971
- Kindergeschichten. Gelesen von Peter Bichsel. Deutsche Grammophon, Hamburg, 1979

### Filmek
- Unser Lehrer, mit Alexander J. Seiler(wd), 1971
- Elektronisches Tagebuch. TV-Film des ZDF, 1996
- Zimmer 202 – Peter Bichsel in Paris. Regie: Eric Bergkraut(wd), 2010

## Magyarul megjelent
- Egy asztal az egy asztal – (Kindergeschichten) · Holnap, Budapest, 2012 · ISBN 9789633490075 · Fordította: Dévény István · Illusztrálta: Pásztohy Panka
- Enyhe szellő a tenger felől. 21 novella – (Eigentlich möchte Frau Blum den Milchmann kennenlernen) · Bookart, Csíkszereda, 2013 · ISBN 9786068351438 · Fordította: Szijj Ferenc (Svájci írók)

## Fordítás
- Ez a szócikk részben vagy egészben  a   Peter Bichsel című német Wikipédia-szócikk fordításán alapul.  Az eredeti cikk szerkesztőit annak laptörténete sorolja fel. Ez a jelzés csupán a megfogalmazás eredetét és a szerzői jogokat jelzi, nem szolgál a cikkben szereplő információk forrásmegjelöléseként.